# Dálnice 1
Die Dálnice 1 (tschechisch für „Autobahn 1“) ist die älteste und längste Autobahn in Tschechien. Mit ihrem Bau wurde vor dem Zweiten Weltkrieg im Jahr 1939 begonnen. Sie bildet das Rückgrat des Straßenfernverkehrs in Tschechien. Die Gesamtlänge der Autobahn beträgt 376,5 Kilometer, derzeit sind rund 366,5 Kilometer fertiggestellt, die letzte Teilstrecke bei Přerov ist seit dem Dezember 2022 in Bau. Die Autobahn beginnt in Prag und verläuft über Brünn nach Vyškov. An der Staatsgrenze zu Polen ist die Autobahn an die polnische Autobahn A1 angebunden, die nach Danzig führt.
Der Abschnitt von Lipník nad Bečvou nach Ostrava wurde zunächst aus historischen Gründen unter der Bezeichnung Dálnice 47 gebaut, aber im Jahr 2006 wurde durch die zuständige Straßenbauverwaltung festgelegt, diesen Streckenabschnitt als Teil der D1 freizugeben. Die komplette Fertigstellung ist für das Jahr 2026 geplant.

## Einbindung
Der Abschnitt Prag-Brünn ist Teil des IV. Paneuropäischen Verkehrskorridors Berlin/Nürnberg–Prag–Bratislava–Budapest–Constanța/Thessaloníki/Istanbul.
Über sie verlaufen die Europastraßen E50, E55, E65 und E462. Bei Jihlava schließt die E59 über Wien und Maribor nach Zagreb an.

## Geschichte vor dem Zweiten Weltkrieg
Erste Vorschläge für den Bau einer Autobahn quer durch die Tschechoslowakei reichen in die 1930er-Jahre zurück. Der erste Plan aus dem Jahre 1935 für die Národní silnice Plzeň – Košice sah eine Trasse abseits der heute dicht besiedelten Gebiete wie Prag oder Brünn vor. Andere Vorschläge sahen eine Hauptverbindung von Cheb nach Chust vor, zwischen Cheb und Košice mit einem nördlichen und einem südlichen Zweig und weiter als nur ein Ast. Keiner dieser Vorschläge gewann jedoch die Unterstützung der Behörden, und sie wurden nicht realisiert. Jan Antonín Baťa, Chef des Bata-Konzerns und Autor des Buches Budujme stát pro 40 000 000 lidí („Errichten wir einen Staat für 40.000.000 Menschen“) schlug eine Streckenführung von Cheb nach Velký Bočkov vor und ließ dafür auf eigene Kosten sogar ein Projekt anfertigen. Auch diese Trasse wich den wichtigen Zentren aus, wurde allerdings von der Regierung genehmigt.
Nach dem Münchner Abkommen mussten diese Pläne modifiziert werden, da die Tschechoslowakei darin Teile ihres Staatsgebietes verlor. Innerhalb von nur 12 Tagen wurde eine neue Streckenführung von Prag nach Jihlava und ein Autobahnring um Prag konzipiert und am 5. November 1938 wurde über die Ausarbeitung einer detaillierten Planung der Straßenverbindung von Prag über Jihlava und Brünn nach Zlín und weiter in Richtung Slowakei entschieden. Am 13. Januar 1939 wird die fertige Planung genehmigt. Eine Woche später begannen die Bauarbeiten mit Baumfällarbeiten im Abschnitt zwischen Zástřizly und Lužná und ab Mai zwischen Prag und Humpolec. Die Fertigstellung der etwa 300 Kilometer langen Autobahn sollte innerhalb von nur vier Jahren erfolgen. Während der Besetzung durch Deutschland wurden die Pläne geringfügig verändert, aber der Bau wurde bis ins Jahr 1942 fortgesetzt, als nach stufenweisen Beschränkungen infolge des Zweiten Weltkrieges der Bau endgültig eingestellt wurde. Teilstücke des Dammes sowie eine Reihe teils fertiggestellter Brücken sind im Marsgebirge zwischen Zástřizly und Kostelany, vorbei am Gipfel des Brdo erhalten. Auf dem Abschnitt von dort über Zlín bis zur slowakischen Grenze wurden bis 1942 noch keine Bauwerke errichtet.

## Nachkriegszeit
Nach dem Krieg wurde zunächst durch ein Dekret von Präsident Edvard Beneš vom 1. Oktober 1945 der Weiterbau der Autobahn angeordnet, aber nach dem kommunistischen Februarumsturz im Jahre 1948 kam es zur Verstaatlichung der Straßenbaufirmen und mit dem Autobahnbau wurde ab 1950 nicht mehr gerechnet, offiziell eingestellt wurde er 1952. Den Autobahnbau traf ein ähnliches Schicksal wie die Prager Metro.

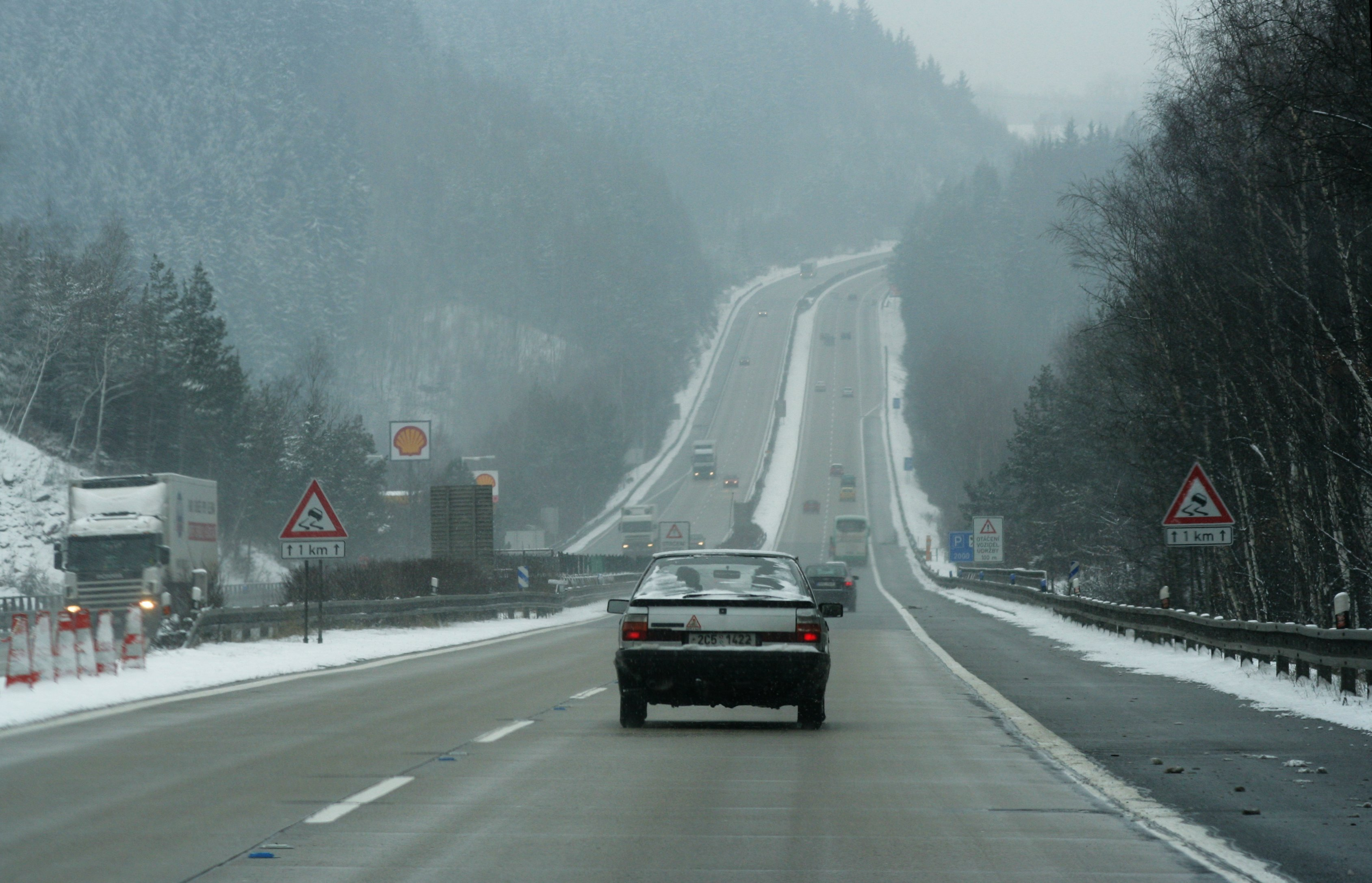
D1 etwa 44 Kilometer von Prag (2006)

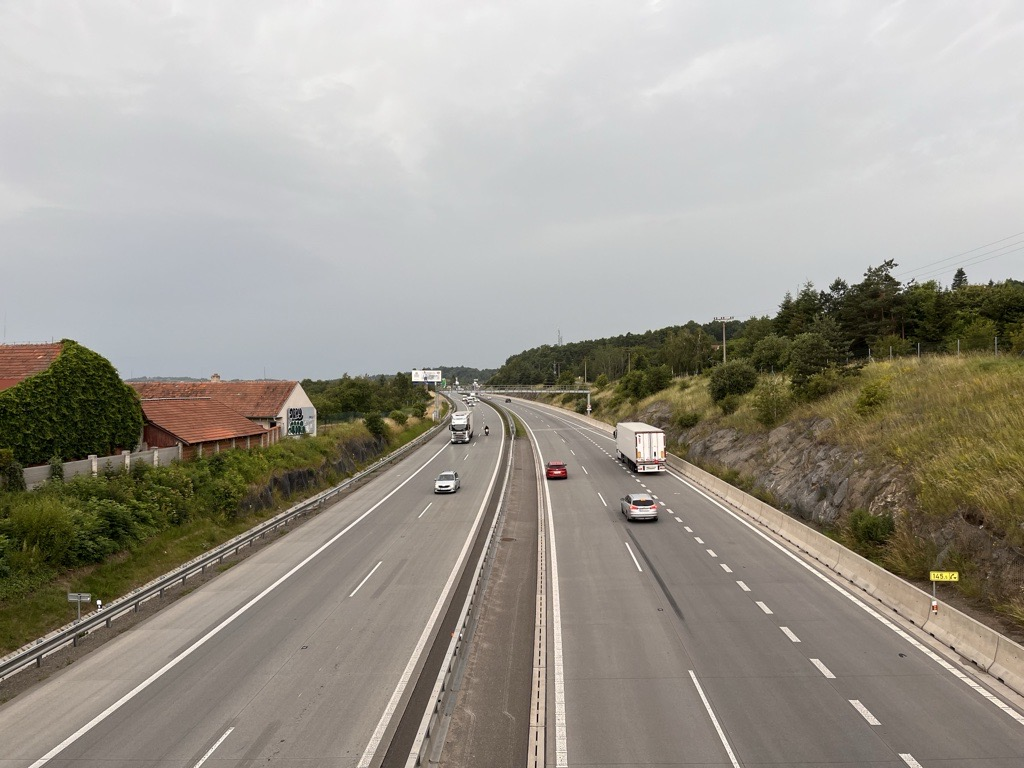
Autobahn D1 bei Velké Meziříčí (2024)

Der Bau der Autobahn wurde erst im Jahre 1967 fortgesetzt, und am 12. Juli 1971 konnte der erste Abschnitt zwischen Prag und Mirošovice eröffnet werden. Die Verbindung zwischen Brünn und Prag wurde am 7. November 1980 mit dem letzten Abschnitt der Autobahn bei Humpolec fertiggestellt. Von den auf diesem Teilstück bis 1950 faktisch fertiggestellten Brücken sind zwei erhalten, die seit den 1970er-Jahren fast vollständig von der Talsperre Švihov überflutet sind. Eine von ihnen ist die 210 Meter lange Borovsko-Brücke (Lage). Wegen des Baues der Talsperre wurde dieser Abschnitt der D1 beim Weiterbau ab 1967 auf mehreren Kilometern neu trassiert. Zwischen 1988 und 1992 wurden außerdem zwei Abschnitte zwischen Brünn und Vyškov dem Verkehr übergeben. Am 24. Oktober 2005 wurde eine weitere Teilstrecke der Autobahn zwischen Vyškov und Vrchoslavice eingeweiht.
Nach den ursprünglichen Plänen sollte die Autobahn D1 in Richtung Starý Hrozenkov an der Grenze zur Slowakei fortgeführt und dort an die slowakische D1 anbinden, aber nach der Auflösung der Tschechoslowakei wurden diese Pläne im Jahre 1996 geändert. Der neue Plan sah vor, dass die D1 bei Lipník nad Bečvou enden würde und dort mit der künftigen Autobahn D47 in Richtung Ostrava und Polen verbunden würde. Im Jahr 2005 hat die tschechische Regierung dann entschieden, dass die D47 nach ihrer Fertigstellung in D1 umbenannt wird. Damit verlängert sich künftig die Trasse der D1 bis an die tschechisch-polnische Grenze. In Richtung Slowakei soll die Schnellstraße (rychlostní silnice) R49 führen, die bei Hulín von der D1 abzweigt.
Der ursprünglich als D47 gebaute Teil zwischen Lipník nad Bečvou und der polnischen Staatsgrenze nördlich von Ostrava wurde in mehreren Etappen zwischen dem 1. Dezember 2007 (Tangente Ostrava–Bohumín) und dem 30. November 2012 eröffnet.

## Gegenwart
Abgesehen vom Bau der D47 erfolgte der Ausbau eines Abschnittes von fünf Kilometern als Ortsumgehung von Kroměříž, der 2008 eröffnet wurde.
Am 30. November 2012 wurde der 6,1 Kilometer lange Abschnitt von Bohumín bis zur Staatsgrenze mit Polen eröffnet. Obwohl der Abschnitt schon seit April 2012 fertiggestellt war, gab es erhebliche Probleme mit der Autobahnbrücke Mszana auf polnischer Seite, die die Eröffnung verhinderten. Im Oktober einigten sich die tschechische und polnische Regierungen auf eine vorzeitige Eröffnung, die jedoch nur für Personenkraftwagen (Pkw) gilt, da Lastkraftwagen (Lkw) und Busse eine provisorische Verkehrsführung über eine Verbindungsrampe auf polnischer Seite nicht passieren können.
Am 20. Dezember 2022 begann der Bau der letzten Teilstrecke, des 10,1 Kilometer langen Abschnitts zwischen Říkovice und Přerov, dessen Vorbereitung durch Einsprüche tschechischer Umweltorganisationen begleitet war. Im März 2026 soll diese Strecke dem Verkehr freigegeben werden und die D1 komplettieren.
Anfang Januar 2023 wurde der Autobahnabschnitt innerhalb der Stadtgrenzen von Prag von Kilometer 0 bis etwa Kilometer 5,2 in den Besitz der Stadt Prag übertragen und ist nicht mehr als Autobahn, sondern als Lokalstraße 1. Ordnung gewidmet. Die Strecke vom historischen Autobahnbeginn bei Spořilov bis zur Ausfahrt Průhonice (Exit 6) ist seither als Autostraße mit einem Tempolimit von 110 km/h beschildert, des Weiteren ist sie mautfrei.

## Zukunft
Es ist geplant, die Autobahn zwischen der Anschlussstelle Kývalka westlich von Brünn und der Anschlussstelle Holubice im Osten der Stadt auf sechs Fahrstreifen auszubauen. In diesem Zusammenhang wird auch über eine Verschiebung der Trasse in südlicher Richtung diskutiert, allerdings ist in diesem Zusammenhang noch keine definitive Entscheidung getroffen worden.
Für die fernere Zukunft plant man den sechsstreifigen Ausbau des kompletten Abschnittes Prag–Brünn. Diese Pläne unterliegen allerdings dem Problem der Finanzierung eines solchen Ausbaus, da aufgrund des Mittelgebirgscharakters der Trasse die hohen Kosten für den praktisch erforderlichen Neubau der Brücken, Lärmschutzwände, Anschlussstellen und Parkplätze einem vollständigen Neubau sehr nahekommen.
Des Weiteren wird erwartet, dass die derzeitige Überlastung dieses Abschnittes nach der Fertigstellung der nördlichen Trasse über die Autobahn D11 von Prag nach Hradec Králové und weiter über die Autobahn D35 nach Olomouc und Lipník nad Bečvou zurückgehen wird. Diese Strecke ist derzeit zwischen Hradec Králové und Mohelnice (D35) nur lückenhaft ausgebaut.

## Aspekte des Umweltschutzes

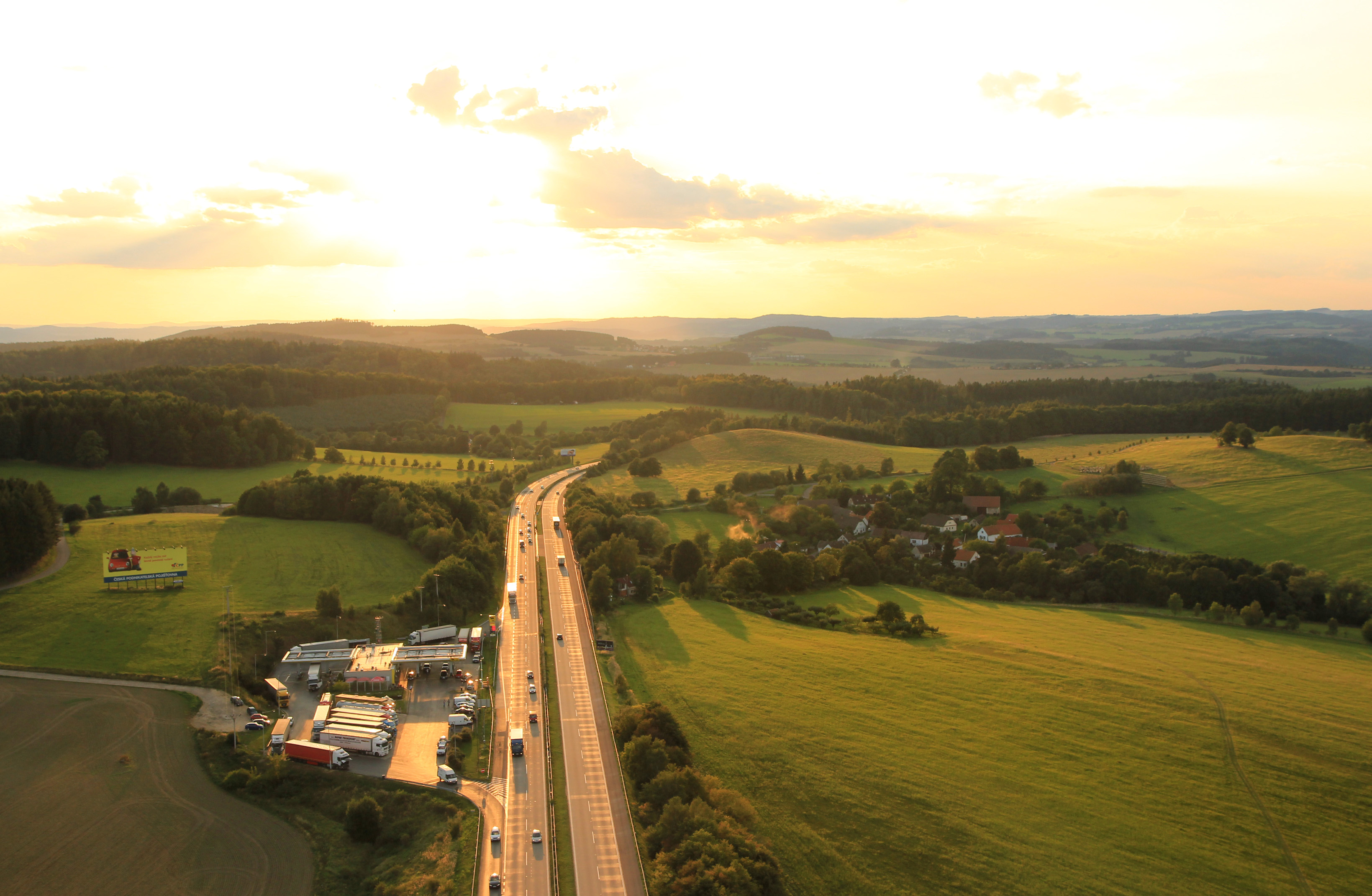
D1 bei Ostředek

Beim Bau der ersten Autobahnen in den 1960er Jahren hat man zum größten Teil auf ökologische Aspekte keine Rücksicht genommen. Die D1 war dabei keine Ausnahme. Sie war bereits vor dem Zweiten Weltkrieg als fast gerade Verbindung zwischen Prag und Brünn geplant worden, obwohl sie teilweise durch ungünstiges Gelände und eine bis dahin weitgehend unberührte Landschaft führte. Aufgrund von Bemühungen, auf bereits zu Kriegsanfang begonnene Bauten zurückzugreifen, hat man eine Änderung der Trasse auch nicht in Erwägung gezogen. Sicherlich würde man heute eine andere Streckenführung wählen, etwa über Kolín, aber eine Verlegung der in diesem Abschnitt fertigen Autobahn steht nicht zur Diskussion.
Die neueren Abschnitte der Autobahn, die nach den gesellschaftlichen Veränderungen des November 1989 fertiggestellt wurden, gehören in den Augen der tschechischen Umweltschützer nicht zu den umstrittenen Bauten, im Gegensatz zu den Autobahnen D5, D8 und D35. Verschiedene Umweltschutzvereinigungen bemühen sich vor allem darum, durch Einflussnahme auf lokale Planungen die negativen Auswirkungen auf die Umwelt zu minimieren. Die im Rahmen der Planungsverfahren vorgebrachten Einwände verursachen teilweise Verzögerungen beim Bau, werden aber wohl kaum wesentliche Änderungen der Trassenführung bewirken.
Ökologisch problematisch ist vor allem die Erweiterung der D1 bei Brünn, auch hinsichtlich der Führung weiterer Autobahnen und Schnellstraßen in der Umgebung der Stadt.

## Höhenlage
- Maximum: 640 Meter über dem Meeresspiegel (km 97)
- Minimum: 210 Meter über dem Meeresspiegel (km 196)

## Bauabschnitte und ihre Fertigstellung
| Nummer    | Abschnitt                                                            | Länge     | Kategorie       | Bau- beginn       | Inbetrieb- nahme                       | Anschlussstelle                                                  |
| --------- | -------------------------------------------------------------------- | --------- | --------------- | ----------------- | -------------------------------------- | ---------------------------------------------------------------- |
| 002       | Spořilov – Čestlice 0,000 km – 8,199 km                              | 8,199 km  | D28/120 D34/120 | 8. September 1967 | 12. August 1971                        | Spořilov (Exit 1) Chodov (Exit 2) Průhonice (Exit 6)             |
| 003       | Čestlice – Mirošovice 8,199 km – 21,255 km                           | 13,056 km | D28/120 D34/120 | 8. September 1967 | 12. August 1971                        | Jesenice (Exit 11) Všechromy (Exit 15) Mirošovice (Exit 21)      |
| 005       | Mirošovice – Šternov 21,255 km – 41,494 km                           | 20,239 km | D26,5/120       | Dezember 1969     | Juni 1977                              | Hvězdonice (Exit 29) Ostředek (Exit 34) Šternov (Exit 41)        |
| 008       | Šternov – Soutice 41,494 km – 56,472 km                              | 14,978 km | D26,5/120       | März 1972         | Juni 1977                              | Psáře (Exit 49) Soutice (Exit 56)                                |
| 009       | Soutice – Loket 56,472 km – 66,420 km                                | 9,948 km  | D26,5/120       | Dezember 1969     | Juni 1977                              | Loket (Exit 66)                                                  |
| 010       | Brücke über den Sedlický potok 62,095 km                             |           | D26,5/120       | September 1969    | Juni 1977                              | -                                                                |
| 006       | Loket – Hořice 66,420 km – 74,940 km                                 | 8,520 km  | D26,5/120       | Juni 1972         | Juni 1977                              | -                                                                |
| 011A      | Brücke Píšť über Stausee Švihov 76,490 km                            |           | D26,5/120       | Juni 1972         | 6. Mai 1979 (½) 6. Oktober 1979        | -                                                                |
| 012       | Brücke Podolí u Koberovic 81,220 km                                  |           | D26,5/120       | Juni 1972         | 6. Mai 1979 (½) 6. Oktober 1979        | -                                                                |
| 011B      | Hořice – Jiřice 74,940 km – 85,200 km                                | 10,260 km | D26,5/120       | Juni 1974         | 6. Mai 1979 (½) 6. Oktober 1979        | Hořice (Exit 75) Koberovice (Exit 81)                            |
| 011B      | Jiřice – Humpolec 85,200 km – 91,314 km                              | 6,114 km  | D26,5/120       | Juni 1974         | 22. November 1979 (½) 8. November 1980 | Humpolec (Exit 90)                                               |
| 013       | Humpolec – Krasoňov 91,314 km – 92,700 km                            | 1,386 km  | D26,5/120       | Juni 1976         | 22. November 1979 (½) 8. November 1980 | -                                                                |
| 013       | Krasoňov – Pávov 92,700 km – 111,980 km                              | 19,280 km | D26,5/120       | Juni 1976         | 8. November 1980                       | Větrný Jeníkov (Exit 104)                                        |
| 014A      | Pávov – Řehořov 111,980 km – 127,280 km                              | 15,300 km | D26,5/120       | Anfang 1976       | 22. November 1979                      | Pávov (Exit 112) Velký Beranov (Exit 119)                        |
| 014B      | Řehořov – Měřín 127,280 km – 134,454 km                              | 7,174 km  | D26,5/120       | März 1974         | 28. Oktober 1976                       | Měřín (Exit 134)                                                 |
| 015A      | Měřín – Velké Meziříčí-západ 134,454 km – 140,996 km                 | 6,542 km  | D26,5/120       | Juni 1972         | Dezember 1976                          | Velké Meziříčí-západ (Exit 141)                                  |
| 015A      | Velké Meziříčí-západ – Velké Meziříčí-východ 140,996 km – 148,526 km | 7,530 km  | D26,5/120       | Juni 1972         | 28. November 1978                      | Velké Meziříčí-východ (Exit 146)                                 |
| 016       | Brücke Vysočina in Velké Meziříčí 144,245 km                         |           | D26,5/120       | April 1972        | 28. November 1978                      | -                                                                |
| 015B      | Velké Meziříčí-východ – Lhotka 148,526 km – 153,592 km               | 5,066 km  | D26,5/120       | Juni 1971         | Mai 1975                               | Lhotka (Exit 153)                                                |
| 015B      | Lhotka – Velká Bíteš 153,592 km – 162,774 km                         | 9,182 km  | D26,5/120       | Juni 1971         | Dezember 1975                          | Velká Bíteš (Exit 162)                                           |
| 017       | Velká Bíteš – Kývalka 162,774 km – 182,281 km                        | 19,507 km | D26,5/120       | April 1969        | 3. November 1973                       | Devět Křížů (Exit 168) Ostrovačice (Exit 178)                    |
| 017       | Kývalka – Brno-západ 182,281 km – 190,474 km                         | 8,223 km  | D28/120         | April 1969        | 6. September 1972                      | Kývalka (Exit 182) Brno-západ (Exit 190)                         |
| 019       | Brno-západ – Brno-centrum 190,474 km – 194,221 km                    | 3,747 km  | D28/120         | Juni 1973         | 28. Oktober 1976                       | Brno-centrum (Exit 194)                                          |
| 019       | Brno-centrum – Brno-jih 194,221 km – 196,674 km                      | 2,453 km  | D28/120         | Juni 1973         | 30. September 1978                     | Brno-jih (Exit 196)                                              |
| 0131      | Brno-jih – Brno-východ 196,674 km – 203,449 km                       | 6,775 km  | D26,5/120       | April 1979        | 9. September 1983                      | Brno-Slatina (Exit 201)                                          |
| 0131      | Brno-východ – Holubice 203,449 km – 211,034 km                       | 7,585 km  | D26,5/120       | April 1979        | Dezember 1982                          | Brno-východ (Exit 203) Holubice (Exit 210)                       |
| 47011     | Holubice – Tučapy 211,034 km – 220,100 km                            | 9,066 km  | D26,5/120       | Dezember 1984     | 11. November 1988                      | Rousínov (Exit 216)                                              |
| 47012     | Tučapy – Vyškov 220,100 km – 229,675 km                              | 9,575 km  | D26,5/120       | Mai 1989          | 30. Juli 1992                          | Vyškov-západ (Exit 226)                                          |
| 0133      | Vyškov – Mořice 229,675 km – 245,684 km                              | 16,009 km | D26,5/120       | April 2002        | 24. Oktober 2005                       | Vyškov (Exit 230) Ivanovice na Hané (Exit 236) Mořice (Exit 244) |
| 0134.1/I  | Mořice – Vrchoslavice 245,684 km – 247,184 km                        | 1,500 km  | D26,5/120       | Dezember 2004     | 24. Oktober 2005                       | -                                                                |
| 0134.1/II | Vrchoslavice – Kojetín 247,184 km – 253,784 km                       | 6,600 km  | D26,5/120       | 24. Mai 2007      | 17. September 2009                     | Kojetín (Exit 253)                                               |
| 0134.2    | Kojetín – Kroměříž-západ 253,784 km – 257,784 km                     | 4,000 km  | D26,5/120       | 12. Mai 2006      | 23. September 2008                     | -                                                                |
| 0134.3    | Kroměříž-západ – Kroměříž-východ 257,784 km – 260,800 km             | 3,016 km  | D26,5/120       | 21. Februar 2005  | Oktober 2007 (½) 15. August 2008       | Kroměříž-západ (Exit 258) Kroměříž-východ (Exit 260)             |
| 0135      | Kroměříž-východ – Hulín km 260,629 – km 265,429                      | 4,800 km  | D26,5/120       | 12. Mai 2008      | 3. Dezember 2010                       | Hulín-západ (exit 263) Hulín (exit 265)                          |
| 0135      | Hulín – Říkovice km 265,429 – km 271,929                             | 6,500 km  | D26,5/120       | 12. Mai 2008      | 11. Juli 2011                          |                                                                  |
| 0136      | Říkovice – Přerov 272,100 km – 282,200 km                            | 10,100 km | D26,5/120       | 20. Dezember 2022 | 2026 geplant                           | Říkovice Přerov-západ Přerov-sever                               |
| 0137      | Přerov – Lipník nad Bečvou 282,200 km – 296,513 km                   | 14,313 km | D26,5/120       | 14. Juli 2015     | 12. Dezember 2019                      | Lipník-Trnávka Bohuslávky                                        |
| 4704      | Lipník nad Bečvou – Bělotín 296,513 km – 311,896 km                  | 15,383 km | D34/120         | 26. November 2004 | 25. November 2008                      | Lipník nad Bečvou Hranice Bělotín                                |
| 4705      | Bělotín – Hladké Životice 311,896 km – 329,992 km                    | 18,096 km | D27,5/120       | 23. Mai 2006      | 25. November 2009 (½) 22. Oktober 2010 | Mankovice Hladké Životice                                        |
| 4706      | Hladké Životice – Bílovec 329,992 km – 341,673 km                    | 11,682 km | D27,5/120       | 6. April 2006     | 25. November 2009                      | Butovice                                                         |
| 4707      | Bílovec – Ostrava-Rudná 341,673 km – 353,351 km                      | 11,678 km | D28/120         | 25. März 2005     | 5. Mai 2008                            | Bravantice (Exit 342) Klimkovice (Exit 349)                      |
| 4708      | Ostrava-Rudná – Hrušov 353,351 km – 361,891 km                       | 8,540 km  | D28/120         | Oktober 2003      | 1. Dezember 2007                       | Rudná (Exit 354) Severní spoj (Exit 357) Místecká (Exit 361)     |
| 47091/1   | Hrušov – Vrbice 361,891 km – 366,351 km                              | 4,460 km  | D28/120         | Oktober 2004      | 1. Dezember 2007                       | Vrbice (Exit 365)                                                |
| 47091/2   | Vrbice – Bohumín 366,351 km – 370,551 km                             | 4,200 km  | D28/120         | Oktober 2004      | 1. Dezember 2007                       | -                                                                |
| 47092     | Bohumín – Staatsgrenze (Tschechien/Polen) 370,551 km – 376,498 km    | 6,113 km  | D27,5/120       | 6. April 2008     | 30. November 2012                      | Bohumín                                                          |

Legende:
| Abschnitt in Betrieb |
| Abschnitt im Bau     |